# Esqui cross-country nos Jogos Paralímpicos de Inverno de 2010 - 10 km feminino
A competição feminina de 10 km do esqui cross-country nos Jogos Paraolímpicos de Inverno de 2010 foi disputada no Parque Paraolímpico de Whistler em 14 de março, às 12:00 (UTC-8), apenas na categoria para atletas sentadas.

## Medalhistas
| Ouro   | BLR Liudmila Vauchok  |
| Prata  | CAN Colette Bourgonje |
| Bronze | UKR Olena Iurkovska   |

## Resultados
| Pos.              | Nº | Atleta                   | Tempo   | Diferença |
| ----------------- | -- | ------------------------ | ------- | --------- |
| Medalha de ouro   | 9  | BLR Liudmila Vauchok     | 30:52.9 |           |
| Medalha de prata  | 10 | CAN Colette Bourgonje    | 31:49.8 | +56.9     |
| Medalha de bronze | 11 | UKR Olena Iurkovska      | 32:43.5 | +1:50.6   |
| 4                 | 6  | UKR Svitlana Tryfonova   | 32:50.0 | +1:57.1   |
| 5                 | 8  | NOR Mariann Vestbostad   | 33:27.8 | +2:34.9   |
| 6                 | 7  | RUS Maria Iovleva        | 33:29.8 | +2:36.9   |
| 7                 | 12 | UKR Lyudmyla Pavlenko    | 33:30.1 | +2:37.2   |
| 8                 | 4  | GER Andrea Eskau         | 33:46.0 | +2:53.1   |
| 9                 | 5  | USA Monica Bascio        | 34:33.9 | +3:41.0   |
| 10                | 1  | DEN Marianne Maiboll     | 35:36.0 | +4:43.1   |
| 11                | 2  | RUS Svetlana Yaroshevich | 46:36.1 | +15:43.2  |
| -                 | 3  | KOR Vo-Ra-Mi Seo         | DNF     | -         |

## Legenda
| Q   | Classificado (Qualified)       |
| DNS | Não largou (Did not start)     |
| DNF | Não terminou (Did not finish)  |
| DSQ | Desclassificado (Disqualified) |